# Мюнстерський собор
Собор Святого Павла (нім. St.-Paulus-Dom) — одна з найзнаковіших церковних споруд Вестфалії, знаходиться на площі Домплац, у місті Мюнстер, федеральна земля Північний Рейн-Вестфалія. Поряд із історичною ратушею собор Святого Павла є одним із значніших пам'яток архітектури історичного центру міста та його символом. 
У соборі знаходиться кафедра Мюнстерського єпископа.

## Історія
Собор Святого Павла — це третій за рахунком собор Мюнстерського єпископства. Зведення першого, собору Святого Людгера, почалося 805 року.

### Перший собор (805—1377 роки)
У 799—800 роках Людгер, проводячи місіонерську діяльність, засновує у містечку Верден на нижньому Рурі, монастир ордену бенедиктинців, як центр місіонерської християнської діяльності в західній Саксонії, здійснивши свою давню мрію, а саме створити на новонавернених землях монастир та спонукати до розвитку чернечого суспільства. У цей же час, його діяльність була спрямована на створення Мюнстерського єпископства. 30 березня 805 року Людгер був висвячений Кельнським архієпископом Хільдебольдом (787—818) на посаду першого Мюнстерського єпископа.
Собор Святого Людгера був трьохнефною базилікою. В ході розкопок, які в 1936 році проводив колишній директор Єпископського музею доктор Вішебрінка, з'ясувалося, що собор Святого Людгера перебував на тому ж місці, де зараз знаходиться крита галерея та цвинтарний дворик собору Святого Павла. Базиліка мала розміри 27,6×31,2м. З північно-західної сторони базиліки знаходилася вежа зі сторонами 8,3×8,3м.
Собор Святого Людгера одночасно виконував три функції: в ньому розташовувалася кафедра Мюнстерського єпископа, він був церквою яка живе за статутом Святого Кродегана Метцського монастиря, і, нарешті, був парафіяльною церквою для мешканців міста Мюнстер.

### Другий собор (990—1225 роки)

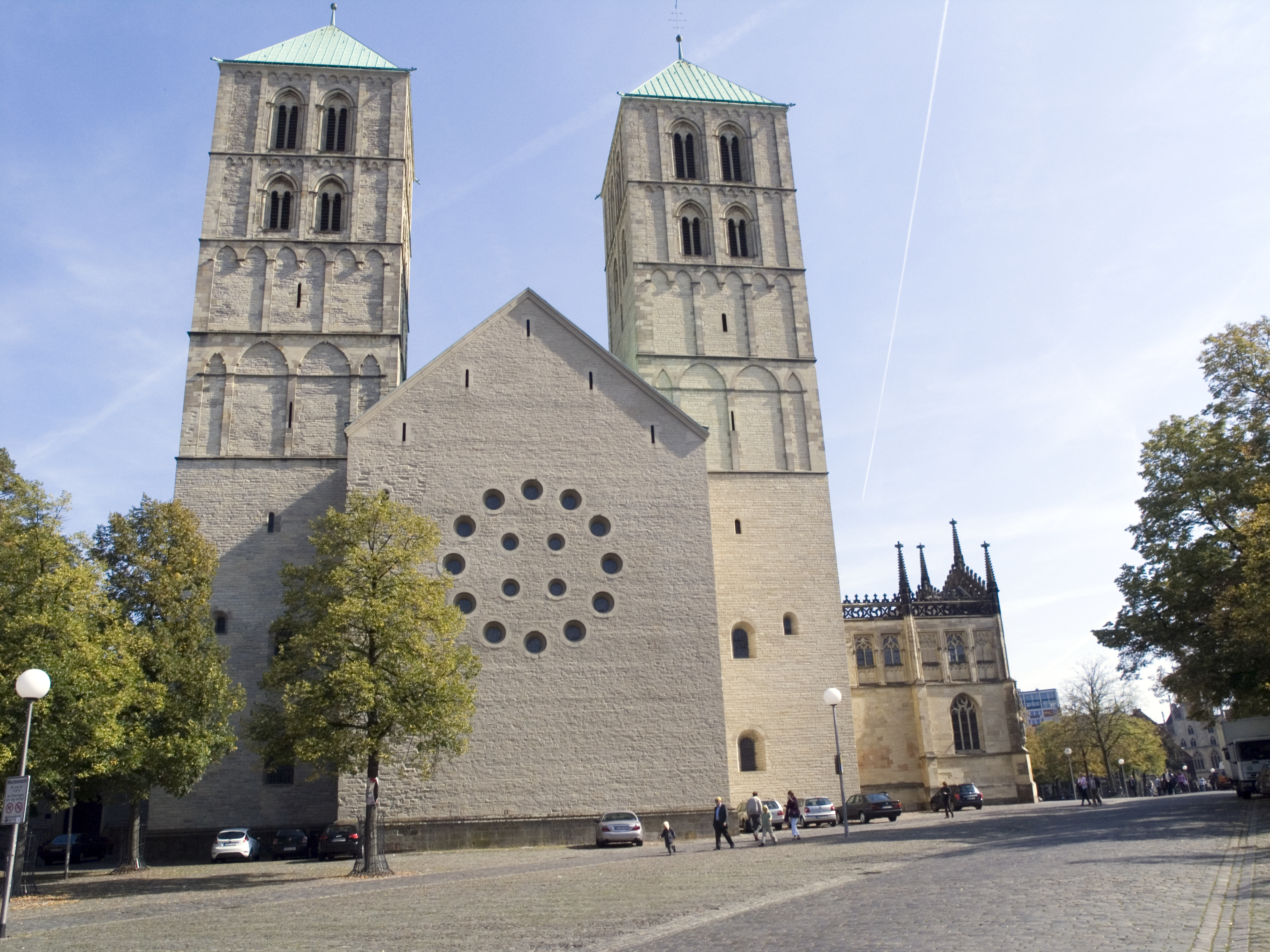
Романський вестверк

Другий собор виник в безпосередній близькості від першого. Ніяких точних відомостей про його будівництво не збереглося. За офіційними даними Мюнстерського єпископства будівництво другого собору почалося в 1071 році, але за оцінками ряду фахівців, наприклад, Макса Гайсберга, будівництво собору почалося під час єпископа Додо, тобто в період з 969 до 993 року. Перше ж документальне підтвердження існування другого собору відноситься до 1090 року, де повідомляється про те, що собор постраждав під час пожежі. Оскільки собор був побудований під час правління Саксонської династії, то він отримав назву собору Оттонідів.
Так як третій собор був побудований на тому самому місці, де знаходився другий собор, то робити розкопки для вивчення собору Оттонідів неможливо. Однак, окремі частини другого собору увійшли до складу собору Святого Павла. Наприклад, східна стіна західного поперечного нефу, південна стіна бокового поздовжнього нефу і велика частина північної стіни. Відповідно, можна приблизно оцінити ширину собору Оттонідів в 36,6м. Що стосується довжини собору, то дати їй навіть імовірну оцінку немає ніякої можливості.
При єпископі Германа II фон Катценельбогена орієнтовно в 1192 році до собору з західного боку був прибудований вестверк— масивна споруда з двома романськими вежами, яка практично без змін увійшла в склад собору Святого Павла. Північна вежа має розмір 12,05м в напрямку північ-південь і 13,6м в напрямку захід-схід. Висота північної вежі становить 57,7м. Південна башта має розміром 11,5 × 12,95м і висоту— 55,5м.
Протягом більш ніж двохсот років собор Святого Людгера і собор Оттонідів існували разом, тому перший собор майже сто років не використовувався.

### Третій собор (1225 рік— наші дні)

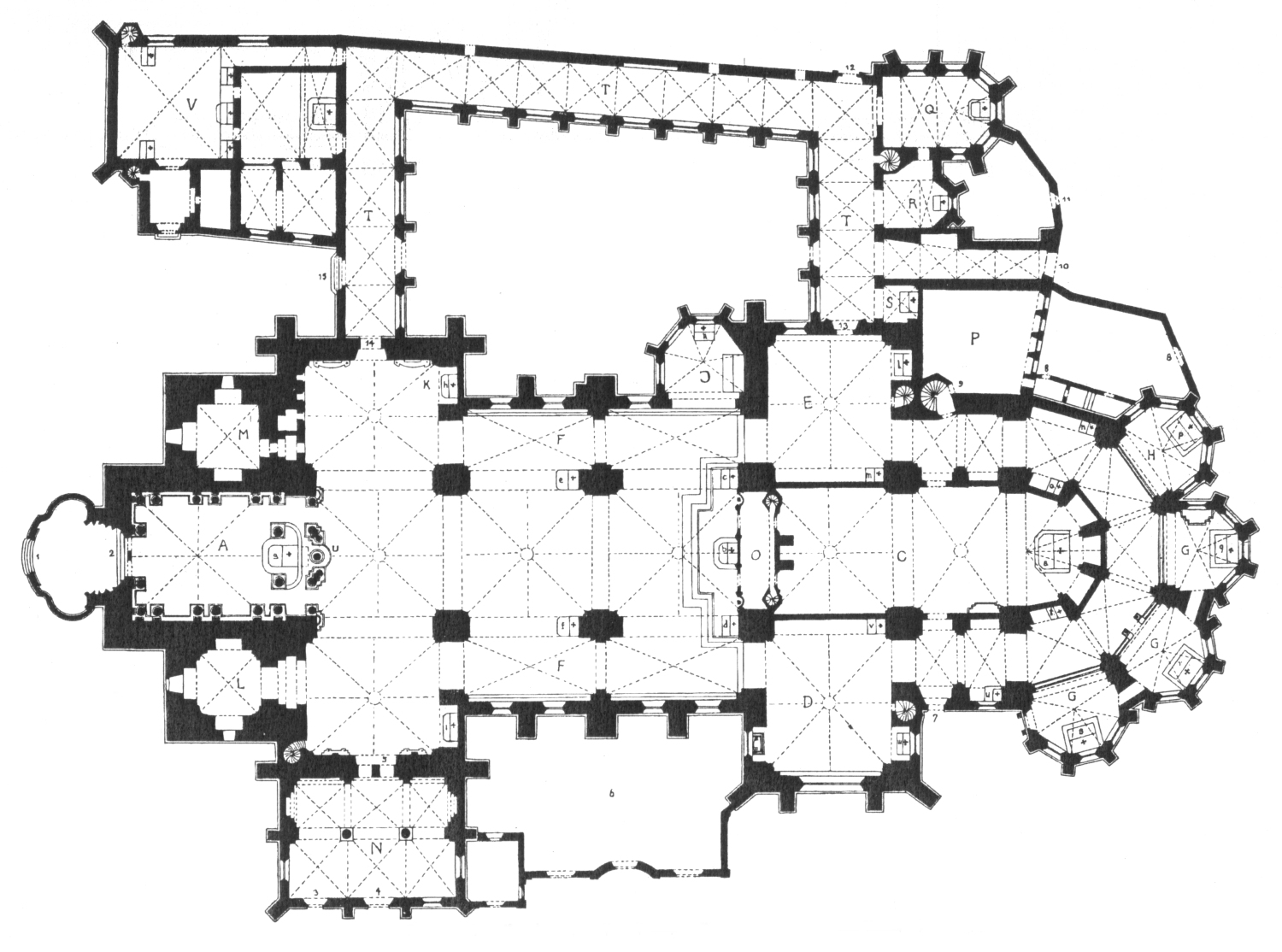
План собору 1761 року

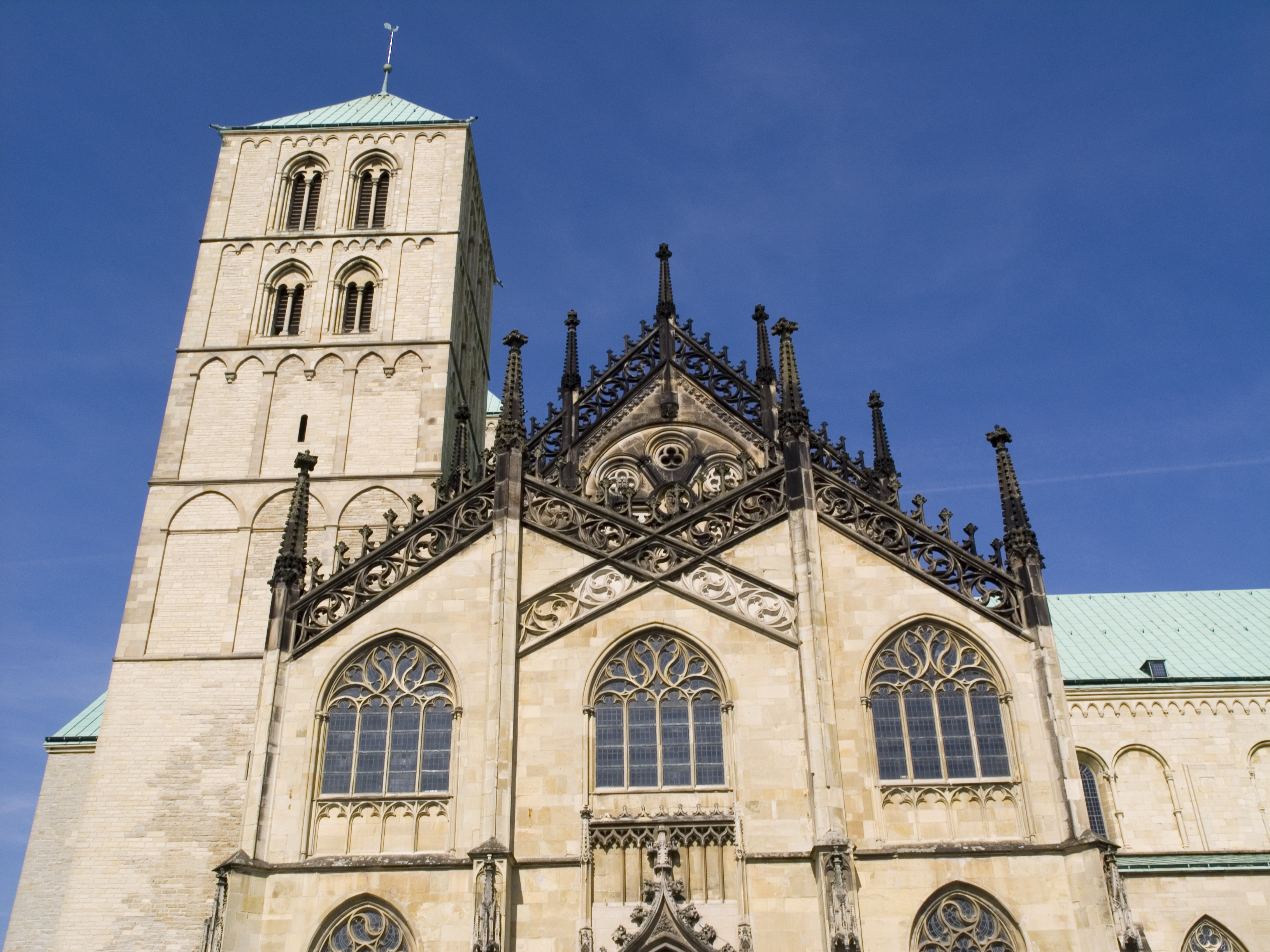
Готичний вестибюль і романська південна вежа

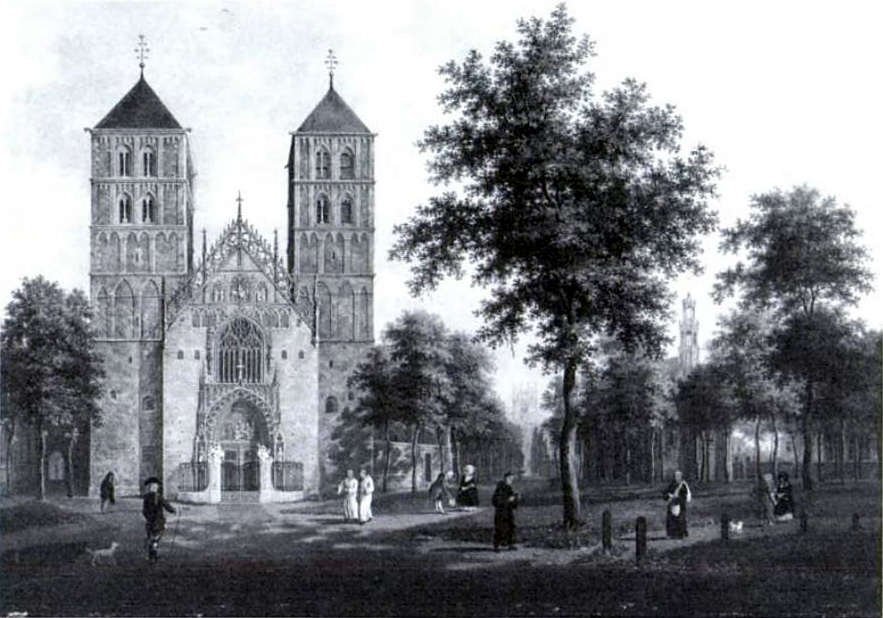
Собор Святого Павла в 1784 році

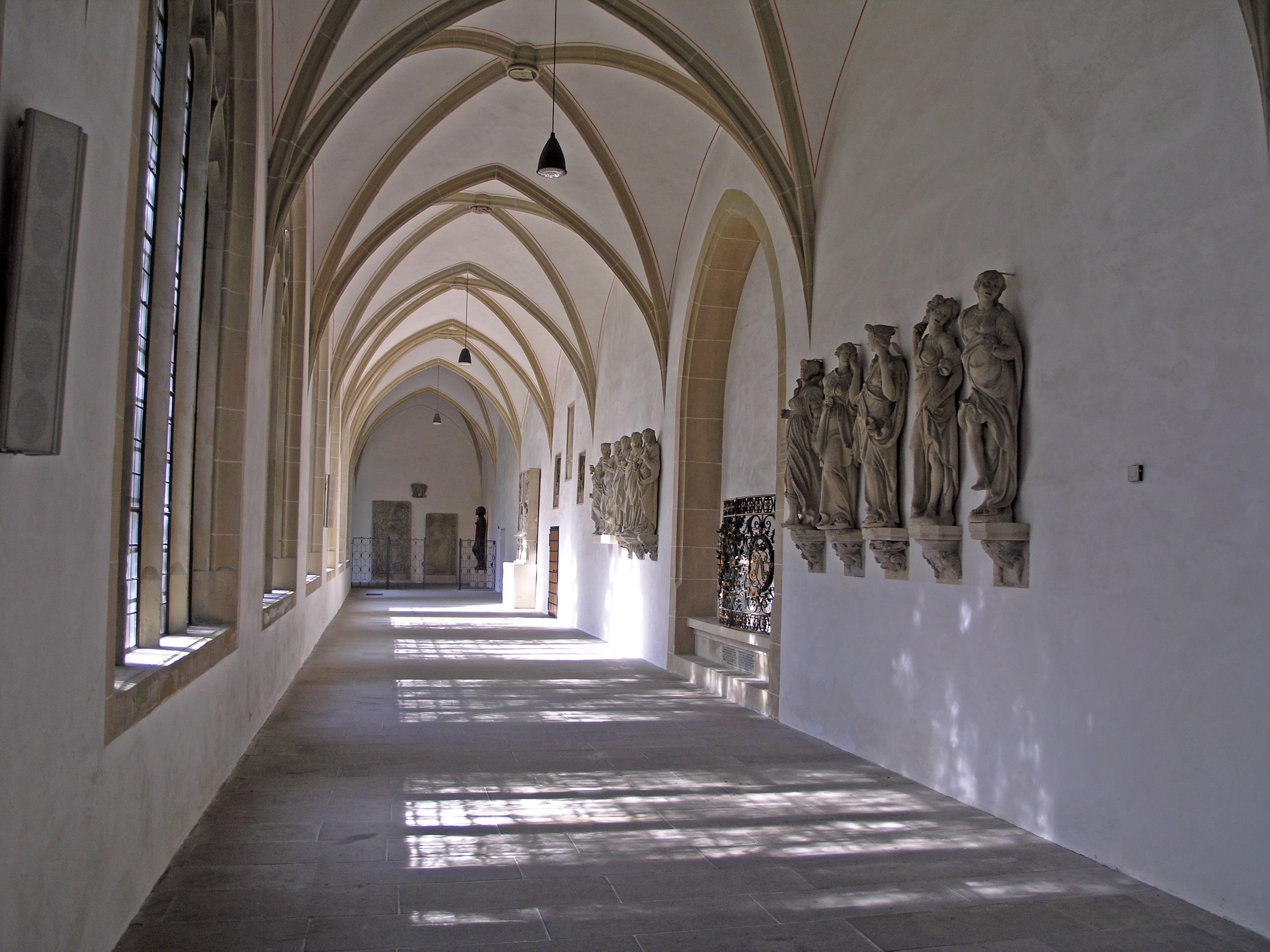
Фрагмент критої галереї

Закладка третього собору відбулася в 1225 році. Будівництво велося майже 40 років. Урочисте освячення собору було проведено єпископом  Герардом фон Марком 30 вересня 1264 року. Базиліка з подвійним поперечним нефом була побудована в готичному стилі. Її довжина становить 108,95м, ширина західного поперечного нефу, включаючи вестибюль, становить 52,85 м, без вестибюля — 40,53м. У проміжку між поперечними нефами головний неф має ширину 28,3 м, східний поперечний неф має ширину 43,3 м. При будівництві частково використовувалися фрагменти собору Оттонідів. В соборі Святого Павла проявляється яскраво виражене змішання романського і готичного архітектурних стилів.
Функцію парафіяльної церкви собор втратив ще на етапі свого будівництва, коли на місці нинішньої площі  Domplatz була побудована церква Святого Якова. Після знесення церкви в 1812 р. собору Святого Павла були повернуті функції парафіяльного храму.
Аж до 1377р. поруч з собором Святого Павла існував і старий собор Святого Людгера. 18 серпня 1377 єпископ Флоренц фон Вефелінгхофен ухвалив рішення про його знесення. У 1390—1395 роках на його місці створюється внутрішній дворик, який оперізувала крита галерея. Зі східного боку до критої галереї примикає каплиця Богоматері. У 1516 році собор був частково перебудований в піздньоготичному стилі. Це була остання перебудова собору. В незмінному вигляді він проіснував майже 450 років — аж до руйнування під час однієї з численних бомбардувань союзницької авіації під час Другої Світової війни. Під час Мюнстерської комуни 1534—1535 років собор Святого Павла був розграбований. Були знищені єпископська кафедра, багато ікон і скульптур, в тому числі скульптури Генріха Брабендера. Також було зруйновано астрономічний годинник — 1408 року. Витвори мистецтва були прикрашені зображеннями біблійних сюжетів. Після придушення повстання анабаптистів для собору створюються нові ікони (в тому числі ікони роботи відомого вестфальського художника  Германа том Ринга) і скульптури (частину скульптур створив син Генріха Брабендера)
В ході другої світової війни собор був зруйнований під час бомбово-штурмової атаки прямим попаданням. Практично весь церковний інвентар і художні цінності, які зберігалися в соборі, не постраждали, оскільки були завчасно евакуйовані. Проте було зруйновано весь настінний і плафонний живопис Германа том Ринга середини XVI століття.
Відновлення тривало з 1946 по 1956 роки. При цьому багато частин собору реконструювалися в точній відповідності оригіналу. Однак, настінний живопис відновлений не був. В 1981 році був відкритий новий зал собору. Він знаходиться на північ від критої галереї. В ньому виставлені предмети мистецтва та культурні цінності, що збереглися протягом більш ніж 1200 років з часу заснування єпископства. Деякі з виставлених там предметів і зараз ще використовуються під час проведення богослужінь у соборі. В 1985—1990 роках  Георг Майстерманн створив 17 вітражів з абстрактно-геометричними фігурами і символічними біблійними мотивами.

## Оздоблення собору

### Астрономічний годинник

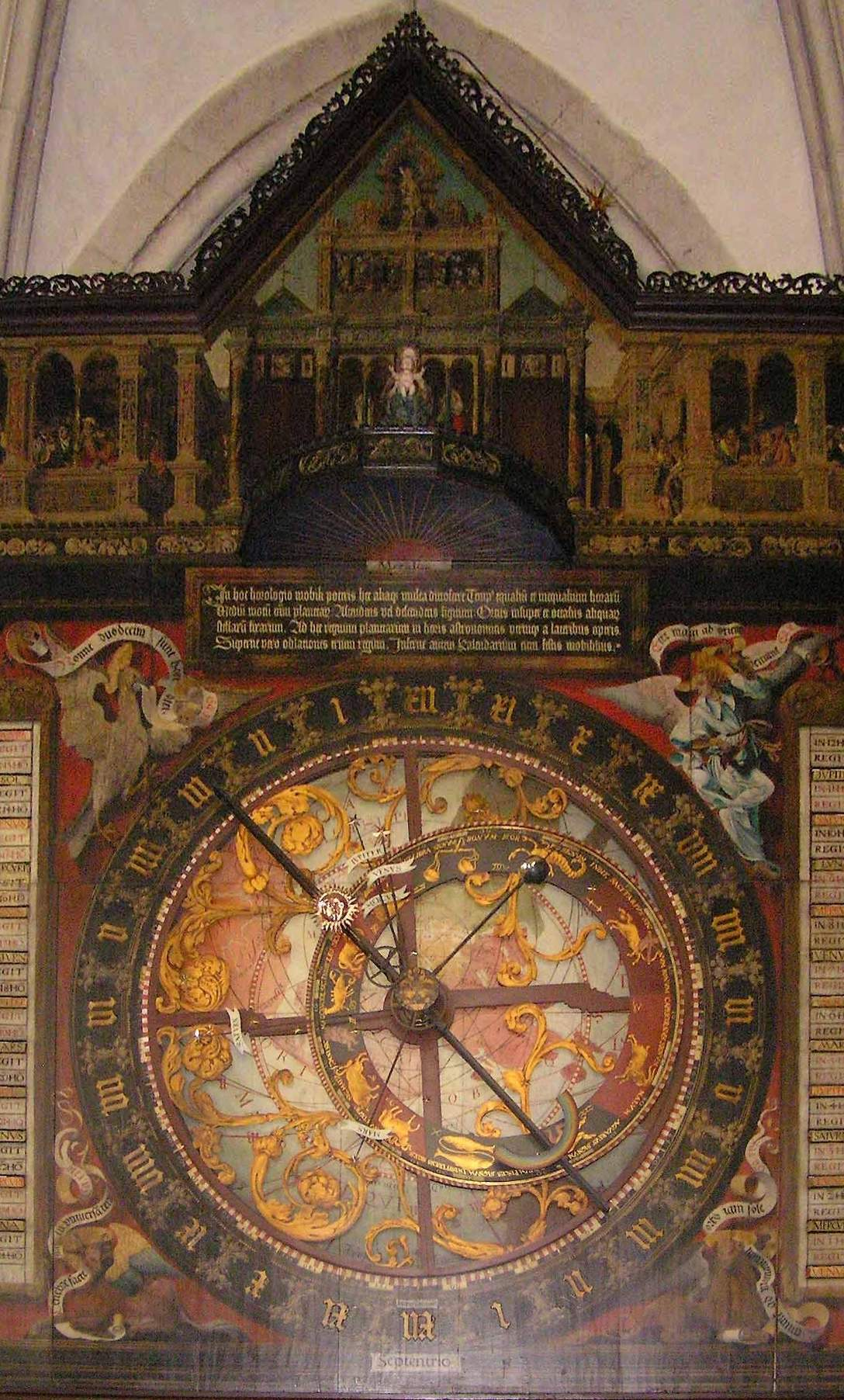
Астрономічний годинник

Перший астрономічний годинник, встановлений в соборі в 1408 р., був знищений анабаптистами в 1534 році. Новий годинник створювався в 1540—1542 роках. Розрахунок годин виконав математик Дітріх Цвівель та францисканський монах Йоганн фон Аахен. Годинниковий механізм виготовив слюсар Ніколаус Віндемакер, а художнє оформлення виконав  Людгер том Ринг Старший.
У зв'язку з тим, що в результаті календарної реформи в католицьких країнах, коли замість старого юліанського календаря був введений папою Григорієм XIII новий Григоріанський календар, наступним днем після четвергу 4 жовтня 1582 року стала п'ятниця 15 жовтня. Також було змінено правило високосного року (як і раніше високосним залишався рік, номер якого кратний чотирьом, але виняток робився для тих, які були кратні 100, відтепер такі роки були високосними тільки тоді, коли ділилися ще й на 400). Це призвело до того, що тепер Пасхалія, що визначається за допомогою астрономічних годин собору Святого Павла стала неточною.
В 1696 році був оновлений годинниковий механізм, додані фігури бога Хроноса і Смерті. В 1818 році в годинах був встановлений новий 4-х метровий маятник, через що збільшилась гучність механізму і призвело до постійних скарг віруючих.
В 1927 році годинник демонтували для капітального ремонту. Розрахунки для нового годинникового механізму виконали Ернст Шульц та Еріх Хюттенхайн. Роботи виконувалися на годинниковому заводі Генріха Еггерінгхауза в 1929—1932 роках.
Під час другої світової війни годинник був евакуйований і запущений знову 21 грудня 1951 року. На даний момент, годинник показує не тільки час, але і фази Місяця, положення планет, має вічний календар до 2071 року. Щогодини на трубі грає механічний чоловічок, жіноча фігура б'є у дзвін. Смерть відбиває кожні чверть години, при цьому Хронос перевертає пісочний годинник. Щодня опівдні фігури трьох волхвів оточують фігури Діви Марії з Немовлям на колінах.

#### Технічні дані годинника
- Висота— 7,8 м
- Ширина— 4,1 м
- Діаметр циферблату— 3,0 м
- Вага— 110 кг

### Тріумфальний хрест

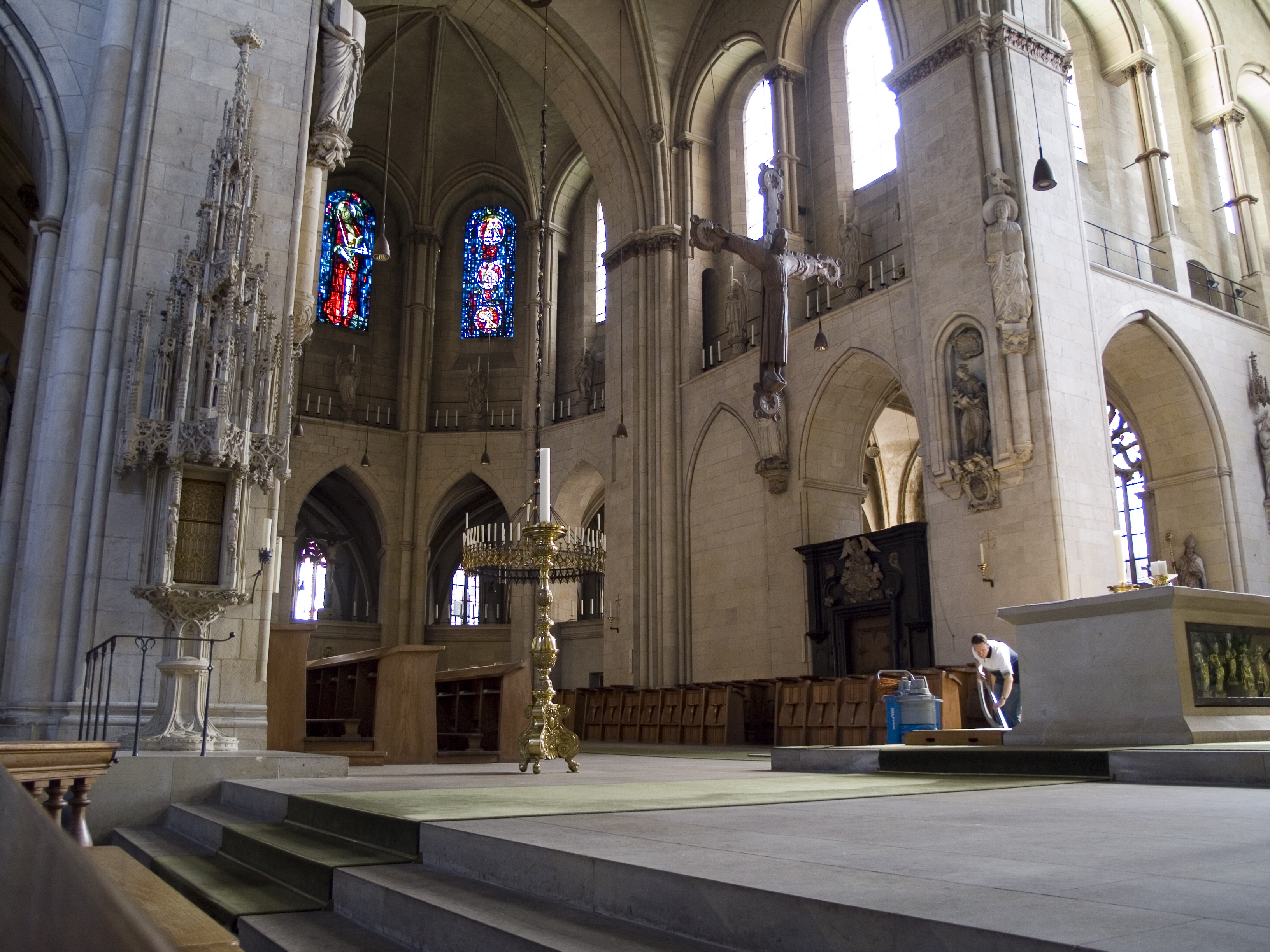
Тріумфальний хрест

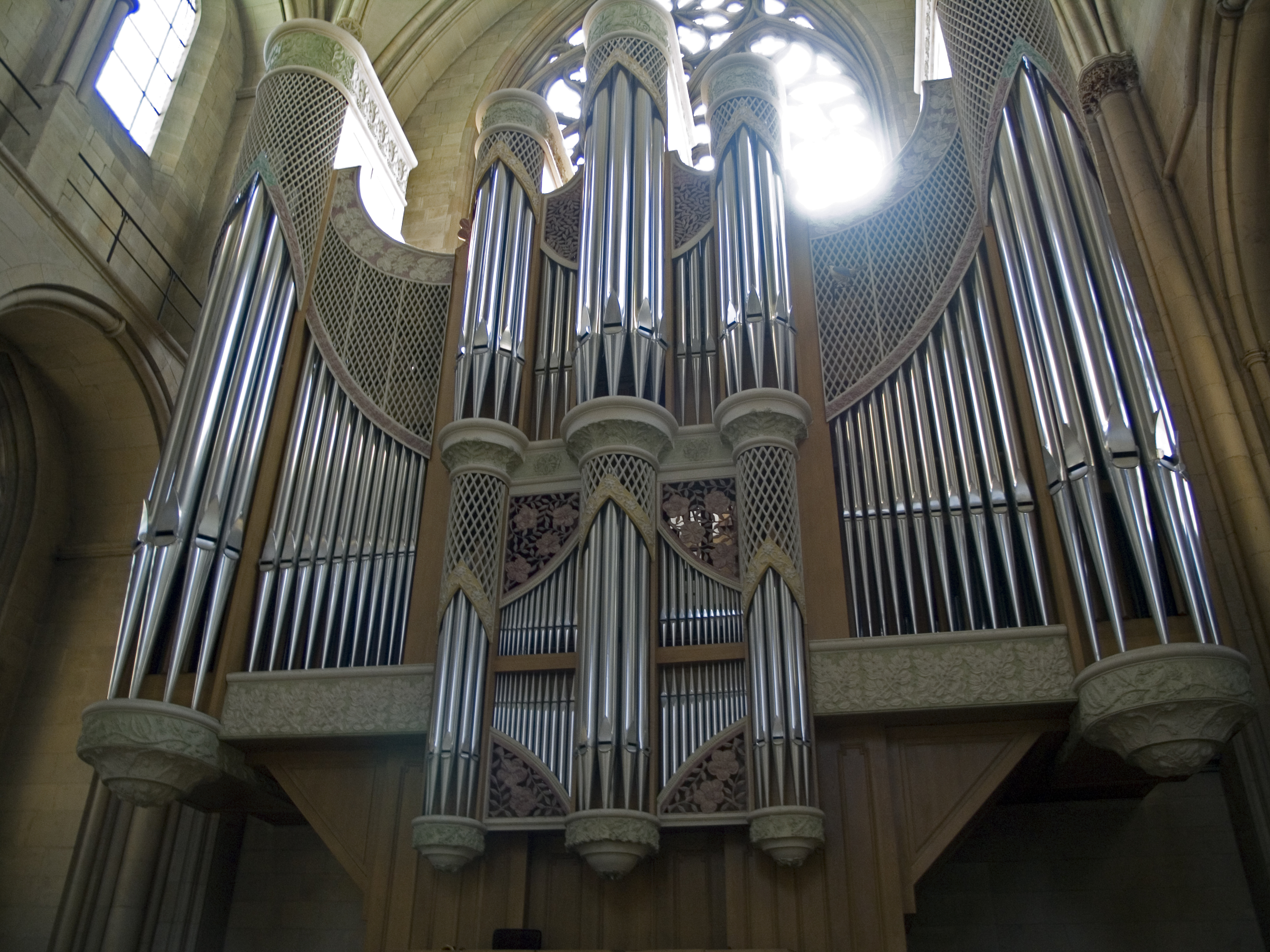
Головний орган

Дубовий хрест висотою 3,55 м і шириною 2,62 м був виготовлений в XIII столітті. Він спочатку перебував на стіні. Фігура Христа на ньому має висоту 2,22 м. У 1973 році було вирішено підвісити хрест над вівтарем. Для цього хрест, який перебував на той час у поганому стані, був відреставрований в Оснабрюці. Можливо, в минулому хрест і фігура були розфарбовані, але зараз вони коричневого кольору.

### Органи
У соборі встановлено 3 органи. При відновленні собору після руйнування в 1956 році був змонтований новий головний орган роботи Ханса Клайса перед південним вікном східного поперечного нефу в хорі святого Якова. Два допоміжних органи, які розміщені в вестверці (1987 рік) і в західному хорі (1650, реставровано в 2009 році).

### Дзвони
До руйнування собору в південній башті вестверку перебувала група дзвонів 1911, 1890, 1856, 1675, 1638, 1538 років і один дзвін XIII століття. При руйнуванні собору жоден із дзвонів не зберігся. В 1956 році були встановлені 8 дзвонів виробництва заводу  «Feldmann & Marschel». Однак, звукова послідовність нових дзвонів не відповідала старим, тому в 1979 році була зроблена звукова корекція. У вежі-сігнатурці розміщені два барокових дзвони, які автоматично відбивають кожну чверть години, при цьому дзвоновий механізм управляється астрономічним годинником.

## Галерея

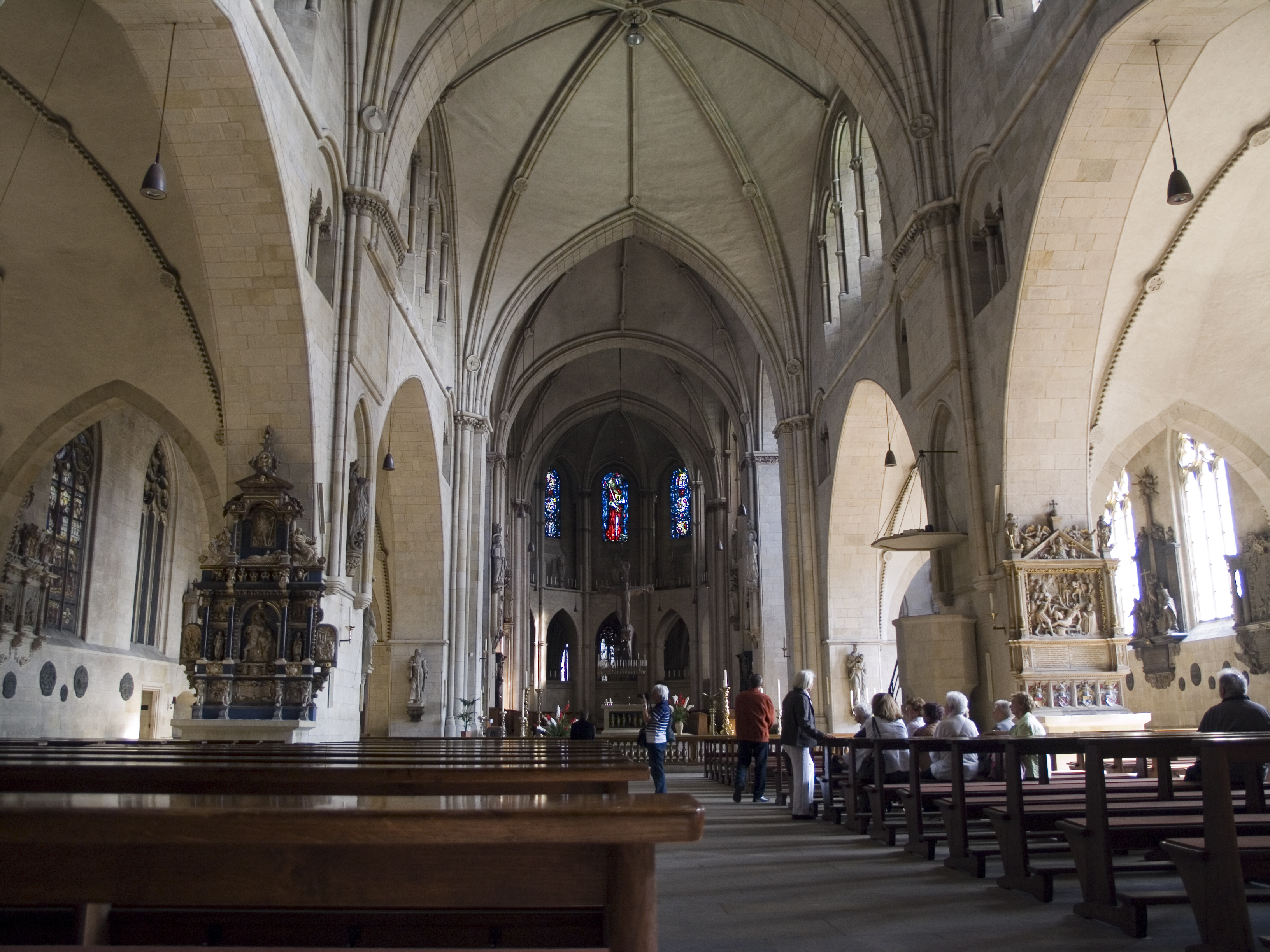
Головний неф
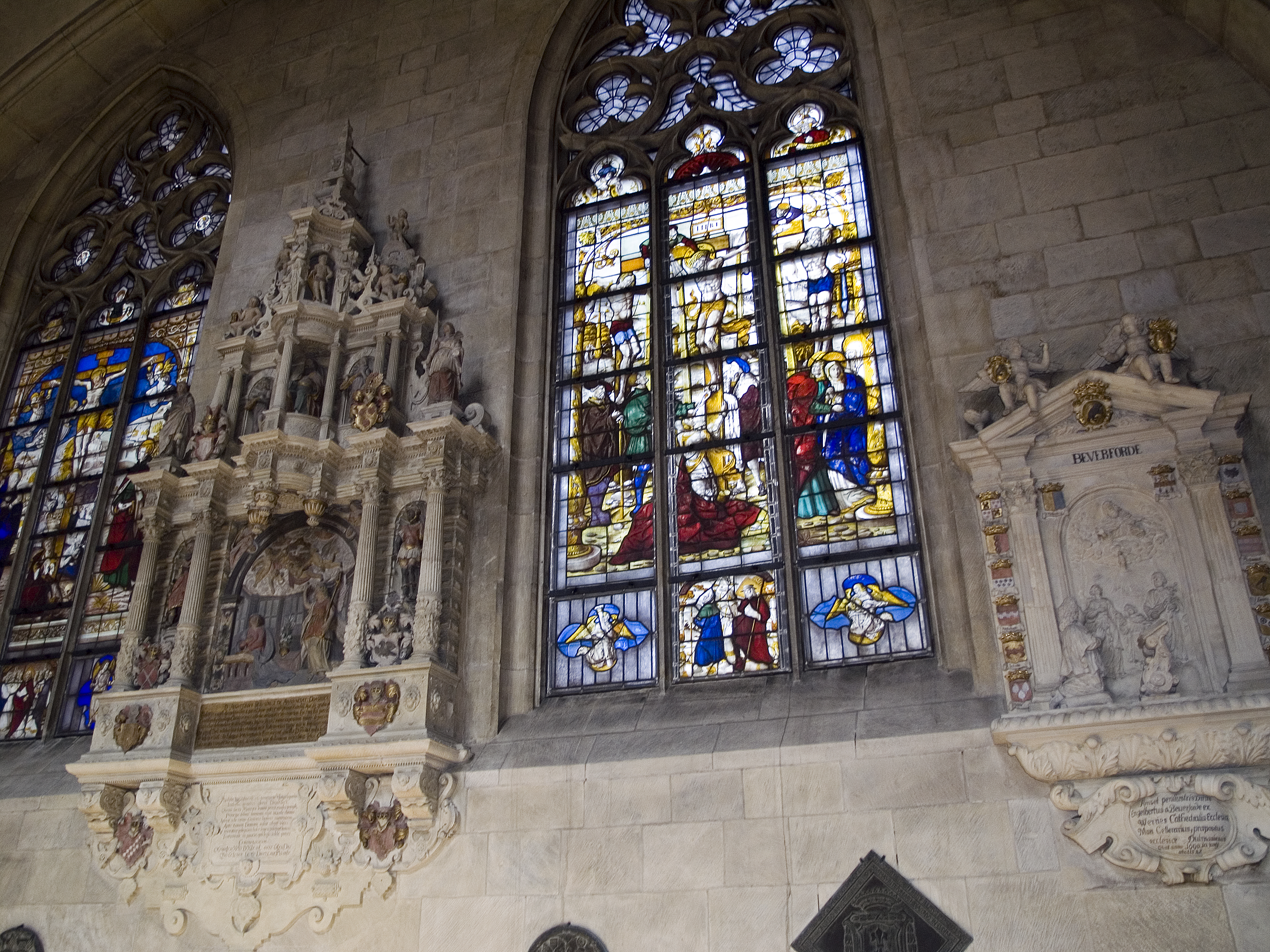
Вітражі
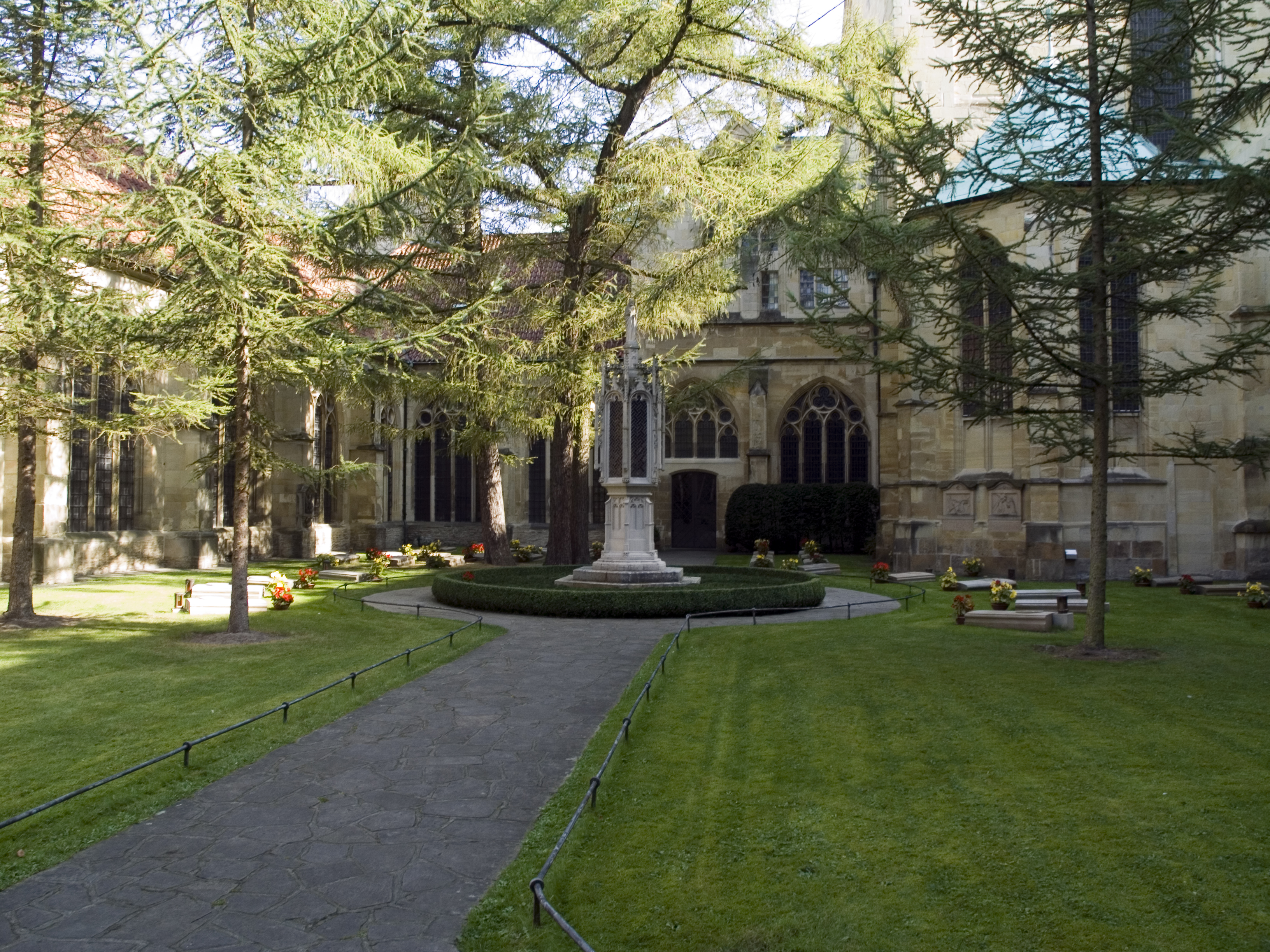
Внутрішній дворик
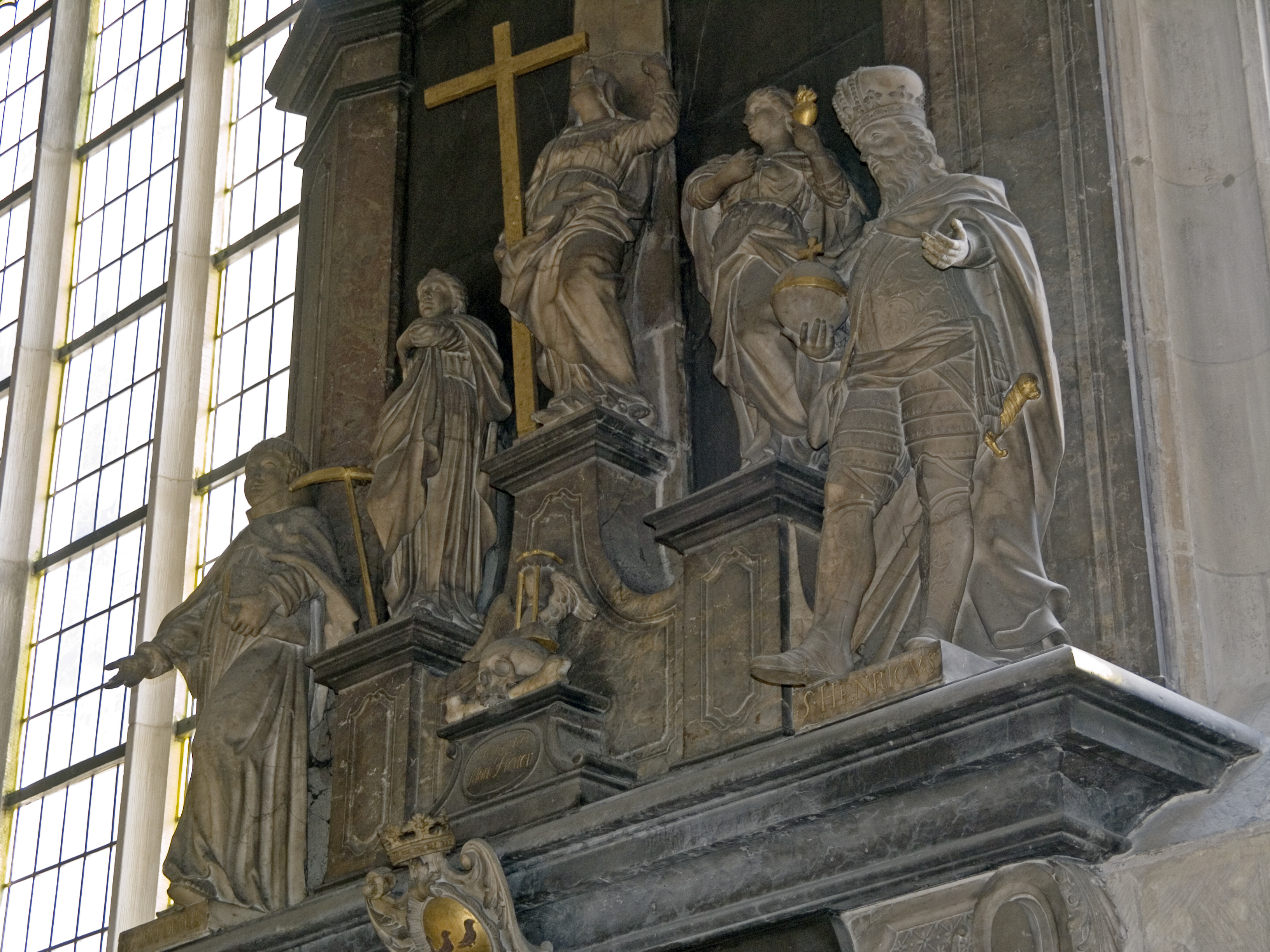
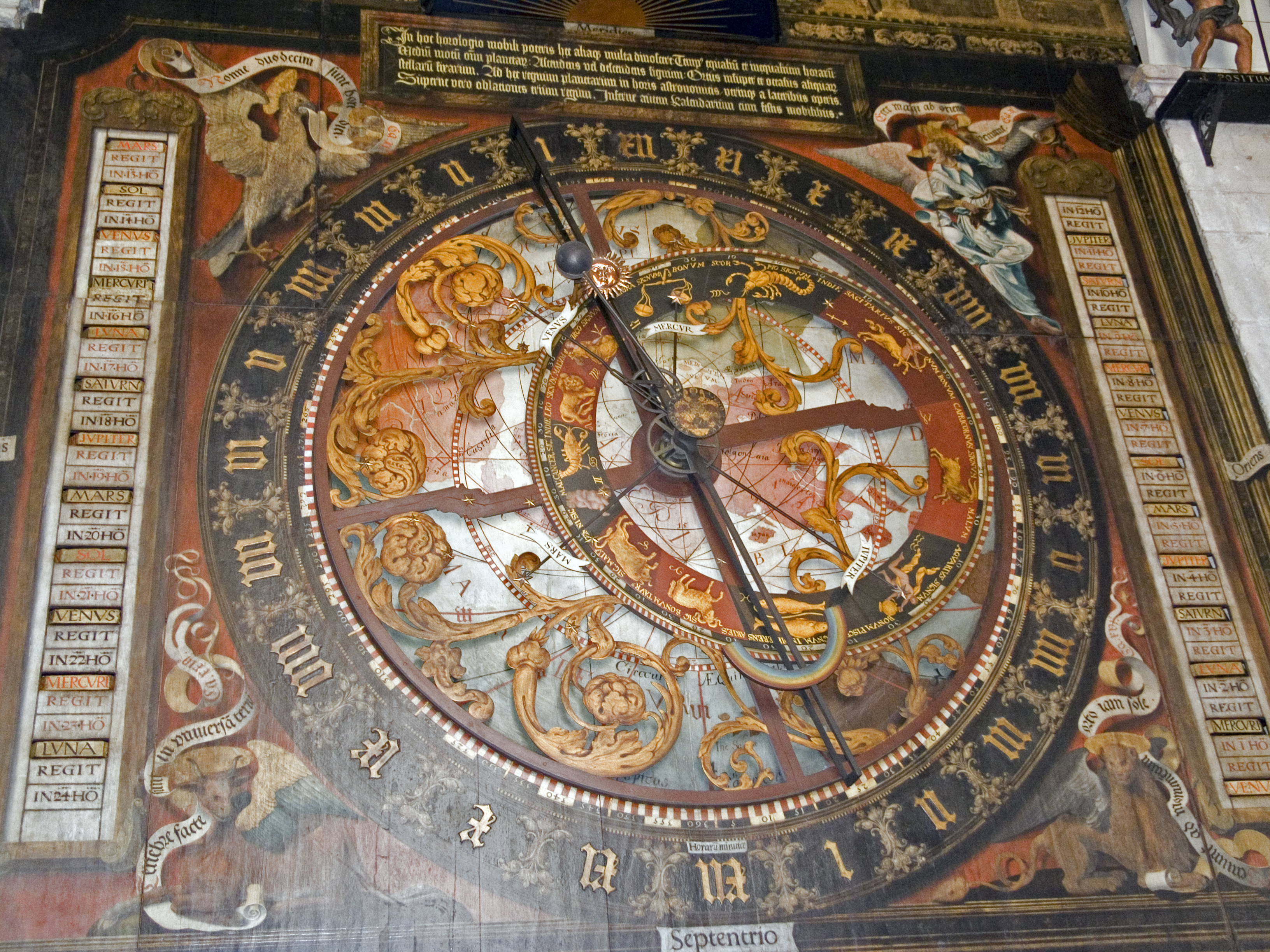
Циферблат астрономічного годинника